# Norrköpings ekbackar

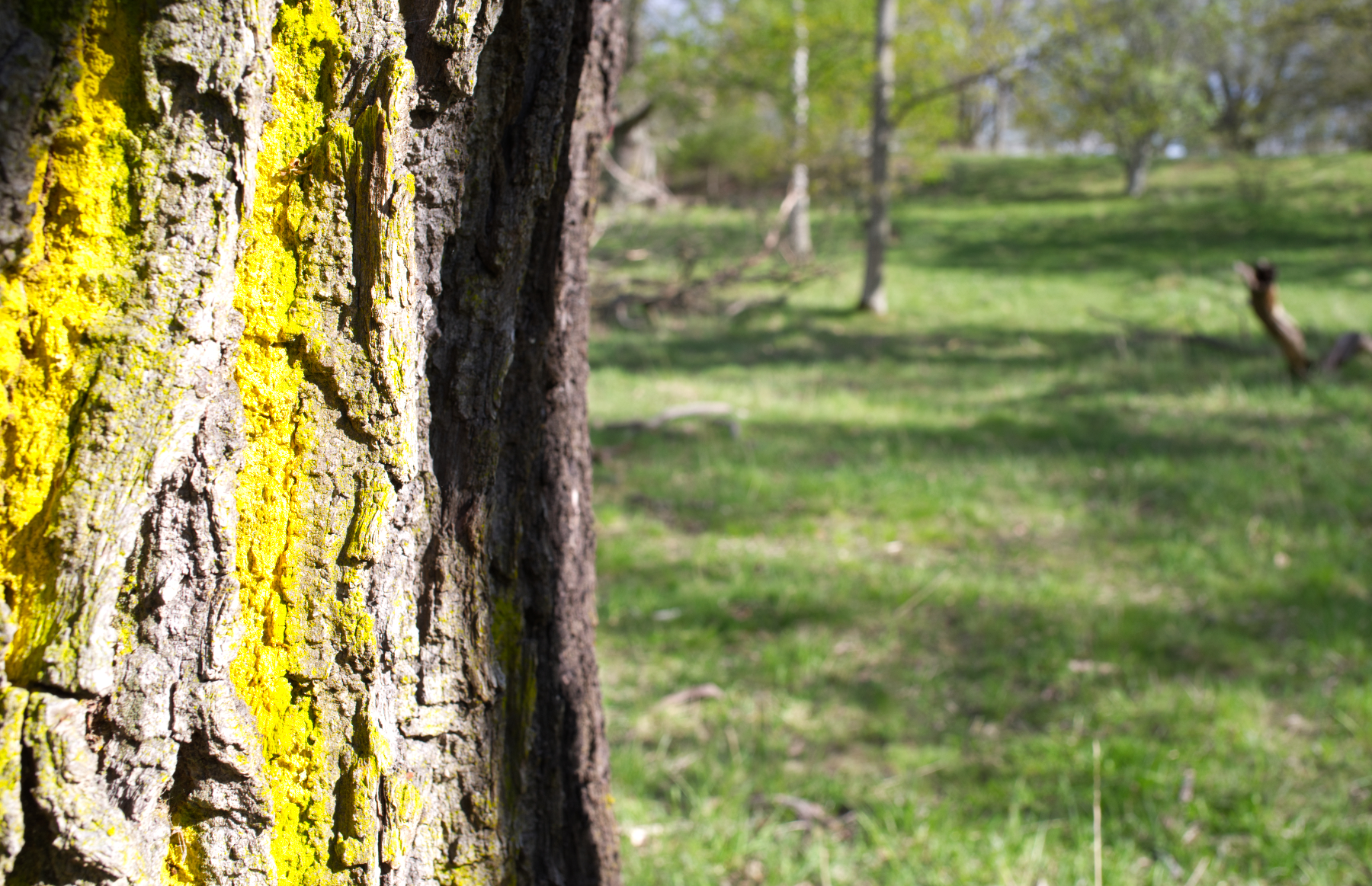
Norrköpings ekbackar rymmer mycket liv. Bilden från delområdet Wilhelmsberg

Norrköpings ekbackar är ett naturreservat i Norrköpings kommun i Östergötlands län.
Området är naturskyddat sedan 2004 och är 21 hektar stort. Reservatet utgör två delområden i västra delen av Norrköping och består av ekbackar.